# Glaubensbekenntnis des Arius
Das Glaubensbekenntnis des Arius ist nur durch einen Brief an Kaiser Konstantin überliefert. Es wurde auf dem Konzil von Nicäa im Jahre 325, das von Konstantin dem Großen einberufen wurde, im Gegensatz zum nicänischen Glaubensbekenntnis verworfen.
Auf dem Konzil wurde festgelegt, dass Gott der Vater und Gott der Sohn wesensgleich sind und belegte anderslautende Bekenntnisse – wie das von Arius – nach der Jesus Christus zwar göttlichen Wesens, aber Gott, dem Vater untergeordnet ist, mit dem Anathema.
Arius und Euzoius werden als Autoren dieses Bekenntnisses angeführt. Das Original ist nicht mehr vorhanden. Die Abschrift wird in den Werken des Athanasius, eines späteren Kontrahenten des Arius, erwähnt, wo dieses Bekenntnis aus einem Brief des Arius an Eusebius zitiert wird.

## Deutscher Text
Wir glauben an einen Gott, den Vater, den Allmächtigen,

und an den Herrn Jesus Christus, seinen eingeborenen Sohn,

der aus ihm vor allen Zeiten geboren worden ist, Gott, Wort,

durch den alles wurde, das im Himmel und das auf Erden,

der herabstieg und Fleisch annahm, litt, auferstand und hinaufstieg in den Himmel

und der wieder kommen wird die Lebenden und die Toten zu richten.

Und an den Heiligen Geist,

die Auferstehung des Fleisches,

an ein Leben im kommenden Äon,

an das Himmelreich,

an die allumfassende Kirche Gottes vom Anfang bis zum Ende der Erde.